# Стефана Бояджиева
Стефана Спиридонова Бояджиева е български скулптор.

## Биография
Родена е на 24 януари 1923 година в София. През 1953 година завършва Висшия институт за изобразително изкуство „Николай Павлович“ в класа по монументално-декоративна скулптура на Любомир Далчев. Твори основно монументална-декоративна скулптура и композиция с обобщена и едра форма. Нейни произведения са излагани в изложби на млади художници и общи художествени изложби. През 1960 година изработва фигурата „Скръб“, която се намира пред Дома на покойниците в Пловдив. Нейно дело е декоративната пластика на входа на Шумен, изработена през 1973 година. Други нейни творби са: „Седнала женска фигура“ (1955), „Пладне“ (1961), „Композиция“ (1963), „Кооператорки“ (1963), „Строители“ (1964), „Паметник на партизанското движение“ в Якоруда (1964), „Композиция – 1876“ (1966), „Момиче с птици“ (1967) и „Седнала фигура на Вела Благоева“ в софийската Борисова градина (1972).